# ساستامالا
ساستامالا (به لاتین: Sastamala) یک شهرک در فنلاند است که در پیرکانما واقع شده‌است. این شهرک در سال ۲۰۱۷ میلادی ۲۴٬۸۲۳ نفر جمعیت داشته‌است.